# Nancy Sorel
Nancy Sorel (14 mei 1964, Fall River (Massachusetts)) is een Amerikaanse actrice.

## Biografie
Sorel studeerde af in theaterwetenschap en film aan de Universiteit van Massachusetts in Amherst (Massachusetts). Na het behalen van haar diploma verhuisde zij naar New York voor haar acteer carrière, met wat zij startte op off-Broadway producties.  

## Carrière
Sorel is in 1989 begonnen met het acteren in de televisieserie Generations. Hierna heeft ze in meerdere televisieserie en films gespeeld zoals Down the Shore (van 1992 t/m 1993), The X-Files, The Outer Limits (van 1997 t/m 2000). Less Than Kind (van 2008 t/m 2010) en Chasing In (van 2009 t/m 2010). 

## Filmografie

### Films
- 2024 Ordinary Angels - als Virginia
- 2020 Let's Meet Again on Christmas Eve - als Nancy Bennet
- 2020 Amazing Winter Romance - als Maggie Miller
- 2020 The Grudge - als agente Cole
- 2019 Merry & Bright - als Sara Carter
- 2019 A Dog's Journey - als eigenaresse van Ringo
- 2019 Breakthrough - als mrs. Abbott
- 2018 Once Upon a Christmas Miracle - als Kathy Krueger
- 2018 How It Ends - als echografie uitvoerder
- 2016 Considering Love and Other Magic - als Linda
- 2014 Heaven Is for Real - als dr. Charlotte Slater
- 2013 Bunks - als moeder
- 2012 Rufus - als Vickie
- 2007 Barbie Fairytopia: Magic of the Rainbow – als Enchantress
- 2006 Goose on the Loose – als Hazel McQuaig
- 2005 Barbie: Fairytopia – als Enchantress
- 2003 Critical Assembly – als FBI agente
- 2000 Up, Up, and Away! – als mrs. Rosen
- 1997 I Love You, Don’t Touch Me! – als Elizabeth
- 1996 In the Lake of the Woods – als Pat Hood
- 1995 Black Fox: The Price of Peace – als Sarah Johnson
- 1995 Black Fox – als Saraf Johnson
- 1993 Relentless: Mind of a Killer – als Natalie
- 1992 Crow’s Nest – als Annie Corssetti –

### Televisieseries
Uitgezonderd eenmalige gastrollen.
- 2016 - 2018 The Man in the High Castle - als Mary Dawson - 4 afl.
- 2009 – 2014 Chasing In – als Claire Eastman – 26 afl.
- 2008 – 2012 Less Than Kind – als Clara Fine – 40 afl.
- 1999 – 2000 Da Vinci’s Inquest – als Kim Leary – 2 afl.
- 1992 – 1993 Down the Shore – als Sammy – 15 afl.

- Library of Congress Control Number: no2003057062
- Virtual International Authority File: 76005630
- WorldCat: E39PBJjhGhHrYMvMQ39MYPV6Kd